# إيفان جيل
إيفان جيل هو لاعب كرة القدم الكندية كندي، ولد في 19 أغسطس 1992 في وينيبيغ في كندا.